# Caponago
Caponago ist eine italienische Gemeinde mit 5102 Einwohnern (Stand 31. Dezember 2023) in der Provinz Monza und Brianza, Region Lombardei.
Die Nachbarorte von Caponago sind Agrate Brianza, Cambiago, Pessano con Bornago und Carugate.

## Bevölkerungsentwicklung
Caponago zählt 1957 Privathaushalte. Zwischen 1991 und 2001 stieg die Einwohnerzahl von 3251 auf 4524. Dies entspricht einem prozentualen Zuwachs von 39,2 %.